# Nancy Taylor Rosenberg
Pour les articles homonymes, voir Rosenberg.
Nancy Taylor Rosenberg, née le 9 juillet 1946 à Dallas, au Texas et morte le 3 octobre 2017 à Las Vegas, est une femme de lettres américaine, auteure de roman policier.

## Biographie
Elle fait des études de criminologie, puis travaille comme officier de police spécialisée dans les affaires d'agressions sexuelles et d'homicide. Elle est ensuite enquêteur auprès de la cour supérieure de justice de Californie.
En 1993, elle publie son premier roman, Pour que justice soit faite (Mitigating Circumstances), premier volume d'une série consacrée à Lily Forrester, procureur à la cour de Californie.
Selon Claude Mesplède, « malgré certaines situations convenues, la plupart des ouvrages de Nancy Taylor Rosenberg sont captivants ».

## Œuvre

### Romans

#### SérieLily Forrester
- Mitigating Circumstances (1993) Publié en français sous le titre Pour que justice soit faite, Paris, Éditions Robert Laffont, coll. « Best-sellers » (1994)  (ISBN 2-221-07505-6) ; réédition, Paris, J'ai lu no 4189 (1996)  (ISBN 2-277-24189-X)
- Buried Evidence (2000) Publié en français sous le titre La Cible du fou, Paris, Éditions de l'Archipel (2001)  (ISBN 2-84187-322-6) ; réédition, Paris, LGF, coll. « Le Livre de poche » no 17298 (2003)  (ISBN 2-253-17298-7)
- The Cheater (2009)
- My Lost Daughter (2010)

#### SérieCarolyn Sullivan
- Sullivan's Law (2004) Publié en français sous le titre La Vengeance des condamnés, Paris, Éditions Payot & Rivages, coll. « Payot suspense » (2008)  (ISBN 978-2-228-90302-8)
- Sullivan's Justice (2005) Publié en français sous le titre Une femme fatale, Paris, Éditions Payot & Rivages, coll. « Payot suspense » (2009)  (ISBN 978-2-228-90430-8)
- Sullivan's Evidence (2006)
- Revenge of Innocents (2007)

#### Autres romans
- Interest of Justice (1993) Publié en français sous le titre Dans l'intérêt de la justice, Paris, Éditions Robert Laffont, coll. « Best-sellers » (1997)  (ISBN 2-221-07505-6) ; réédition, Paris, J'ai lu no 5260 (1999)  (ISBN 2-290-05260-4)
- First Offence (1994)
- California Angel (1995)
- Trial by Fire (1995) Publié en français sous le titre La Proie du feu, Paris, Éditions de l'Archipel, coll. « Les Maîtres du suspense » (1997)  (ISBN 2-841870-55-3) ; réédition, Paris, Éditions de la Seine, coll. « Succès du livre » (1998)  (ISBN 2-73821-116-X) ; réédition, Paris, LGF, coll. « Le Livre de poche » no 17074 (1999)  (ISBN 2-253-17074-7)
- Abuse of Power (1997) Publié en français sous le titre Justice aveugle, Paris, Éditions de l'Archipel, coll. « Les Maîtres du suspense » (1998)  (ISBN 2-84187-098-7), réédition, Paris, LGF, coll. « Le Livre de poche » no 17146 (2000)  (ISBN 2-253-17146-8)
- Conflict of Interest (2002)

### Nouvelle
- A Place for Nathan (1998)

## Sources
: document utilisé comme source pour la rédaction de cet article.
- Claude Mesplède (dir.), Dictionnaire des littératures policières, vol. 2 : J - Z, Nantes, Joseph K, coll. « Temps noir », 2007, 1086 p. (ISBN 978-2-910-68645-1, OCLC 315873361), p. 679.